# 超全集
『超全集』（ちょうぜんしゅう）は、小学館が発行する児童向け書籍。

## 概要
『てれびくん』の別冊ムック本として、主に特撮ヒーロー番組・怪獣映画などを一冊に総括した書籍であり、番組終了からしばらくして発行される（映画の場合、発行は基本的に公開日前後）。タイトルは『てれびくんデラックス愛蔵版（作品名）超全集』とつく。
一時期のスーパー戦隊シリーズと仮面ライダーシリーズでは、上・下巻、または上・下・最終巻の数冊に分けて発行される場合もあった。
なお、2010年代のスーパー戦隊シリーズの一部作品の場合は、東映ビデオから発売されたオリジナルDVDシリーズの『超全集版』およびテレビシリーズの最終巻に付属する形式が取られていた。
児童向けではあるが、スタッフ・出演者へのインタビューやバックステージについても取り上げられており、マニア向け資料としても評価が高い。
2014年より、一部を除き電子書籍として復刊した。
2018年以降は、作品によっては一般流通の通常版および、『てれびくん』が立ち上げたサイト「レガシーてれびくんさん」においての限定受注版の2タイプが展開されるパターンが見られる場合もある。

## リスト

### ゴジラシリーズ・モスラシリーズ
ゴジラ・モスラも参照。
『ゴジラvsキングギドラ』（1991年）より新作公開にあわせて発売された。これ以前にも小学館では『ゴジラ』（1984年版）で『THE MAKING OF GODZILLA 1985』を発売していたが、続く『ゴジラvsビオランテ』（1989年）ではムックの出版が縮小傾向となっており、すでに刊行が始まっていた超全集も発売していない。
| タイトル                                    | 初版発行   | 備考                                                                    |
| ------------------------------------------- | ---------- | ----------------------------------------------------------------------- |
| ゴジラvsキングギドラ超全集                  | 1991年12月 |                                                                         |
| ゴジラvsモスラ超全集                        | 1992年12月 | 『モスラ対ゴジラ』についても少し触れている。                            |
| ゴジラvsメカゴジラ超全集                    | 1993年12月 |                                                                         |
| ゴジラvsスペースゴジラ超全集                | 1994年12月 |                                                                         |
| ゴジラvsデストロイア超全集                  | 1996年1月  |                                                                         |
| モスラ超全集                                | 1996年12月 |                                                                         |
| モスラ2 海底の大決戦超全集                  | 1998年1月  |                                                                         |
| モスラ3 キングギドラ来襲超全集              | 1999年1月  |                                                                         |
| ゴジラ1954－1999超全集                      | 2000年1月  | 『ゴジラ2000 ミレニアム』直前までのゴジラ映画や関連作品を紹介している。 |
| ゴジラ2000（ミレニアム）超全集              | 2000年1月  |                                                                         |
| ゴジラ×メガギラス G消滅作戦超全集           | 2001年1月  |                                                                         |
| ゴジラモスラキングギドラ 大怪獣総攻撃超全集 | 2002年1月  |                                                                         |
| ゴジラ×メカゴジラ超全集                     | 2003年1月  |                                                                         |
| ゴジラ×モスラ×メカゴジラ 東京SOS超全集      | 2004年1月  |                                                                         |
| ゴジラファイナルウォーズ超全集              | 2005年1月  | 電子版は一部黒塗り。                                                    |

### ガメラシリーズ
ガメラも参照。
| タイトル                    | 初版発行  | 備考 |
| --------------------------- | --------- | ---- |
| ガメラ 大怪獣空中決戦超全集 | 1995年3月 |      |
| ガメラ2 レギオン襲来超全集  | 1996年8月 |      |
| ガメラ3 邪神覚醒超全集      | 1999年4月 |      |
| 小さき勇者たちガメラ超全集  | 2006年5月 |      |

### ウルトラシリーズ
ウルトラシリーズも参照。『ウルトラマンネクサス』は、超全集とほぼ同旨の書籍『ウルトラマンネクサス ヒーローピクトリアル』が2冊発売されている。
| タイトル                                                    | 初版発行   | 備考                                                                                  |
| ----------------------------------------------------------- | ---------- | ------------------------------------------------------------------------------------- |
| ウルトラマンタロウ超全集                                    | 1991年9月  |                                                                                       |
| ウルトラマンゼアス超全集                                    | 1996年4月  |                                                                                       |
| ウルトラマンゼアス2超全集                                   | 1997年5月  |                                                                                       |
| ビデオ版ウルトラセブン超全集                                | 1998年10月 |                                                                                       |
| 劇場版 ウルトラマンコスモス THE FIRST CONTACT超全集         | 2001年10月 |                                                                                       |
| ウルトラマンコスモス超全集                                  | 2003年9月  |                                                                                       |
| ウルトラマンメビウス&ウルトラ兄弟超全集                     | 2006年10月 |                                                                                       |
| ウルトラマンメビウス超全集                                  | 2007年5月  |                                                                                       |
| 大決戦!超ウルトラ8兄弟超全集                                | 2008年10月 |                                                                                       |
| ウルトラギャラクシー大怪獣バトル NEVER ENDING ODYSSEY超全集 | 2009年5月  |                                                                                       |
| 大怪獣バトル ウルトラ銀河伝説 THE MOVIE超全集               | 2009年12月 |                                                                                       |
| ウルトラマンゼロ THE MOVIE 超決戦!ベリアル銀河帝国超全集    | 2010年1月  | 冊子『ウルトラ銀河伝説外伝 ウルトラマンゼロVSダークロプスゼロ超全集』が付属している。 |
| ウルトラマンサーガ超全集                                    | 2012年4月  |                                                                                       |
| ウルトラマンギンガS超全集                                   | 2015年2月  | 前作『ウルトラマンギンガ』も取り上げている。                                          |
| ウルトラマンX超全集                                         | 2016年3月  |                                                                                       |
| ウルトラマンオーブ完全超全集                                | 2017年6月  |                                                                                       |
| ウルトラマンジード超全集                                    | 2018年3月  |                                                                                       |
| ウルトラマンR/B超全集                                       | 2019年3月  |                                                                                       |
| ウルトラマンタイガ超全集                                    | 2020年3月  |                                                                                       |
| ウルトラマンZ完全超全集                                     | 2021年7月  |                                                                                       |

### 仮面ライダーシリーズ
仮面ライダーシリーズも参照。『仮面ライダー電王』に関しては、超全集とほぼ同旨の書籍『仮面ライダー電王 超ヒーローファイル』が3冊発売されており、劇場映画2作目の『電王&キバ クライマックス刑事』単独版も発売された。
| タイトル                                      | 初版発行   | 備考                                                                                              |
| --------------------------------------------- | ---------- | ------------------------------------------------------------------------------------------------- |
| 仮面ライダーBLACK・RX 超全集                  | 1989年8月  |                                                                                                   |
| 仮面ライダーBLACK・RX 超全集 完全版           | 1992年8月  | 初版発売時に紹介できなかった『RX』の終盤の記述を追加したもの。                                    |
| 仮面ライダー超全集 1号・2号・V3・ライダーマン | 1992年3月  |                                                                                                   |
| 真・仮面ライダー 序章超全集                   | 1992年4月  |                                                                                                   |
| 仮面ライダーZO超全集                          | 1993年5月  |                                                                                                   |
| 仮面ライダーJ超全集                           | 1994年5月  |                                                                                                   |
| 仮面ライダークウガ超全集 上巻                 | 2000年7月  |                                                                                                   |
| 仮面ライダークウガ超全集 下巻                 | 2000年12月 |                                                                                                   |
| 仮面ライダークウガ超全集 最終巻               | 2001年4月  |                                                                                                   |
| 仮面ライダーアギト超全集 上巻                 | 2001年9月  |                                                                                                   |
| 仮面ライダーアギト超全集 下巻                 | 2002年3月  |                                                                                                   |
| 仮面ライダー龍騎超全集 上巻                   | 2002年8月  |                                                                                                   |
| 仮面ライダー龍騎超全集 下巻                   | 2003年1月  |                                                                                                   |
| 仮面ライダー龍騎超全集 最終巻                 | 2003年4月  |                                                                                                   |
| 仮面ライダー555超全集 上巻                    | 2003年8月  |                                                                                                   |
| 仮面ライダー555超全集 下巻                    | 2004年3月  |                                                                                                   |
| 仮面ライダー剣超全集                          | 2005年4月  |                                                                                                   |
| 仮面ライダーカブト超全集                      | 2007年12月 |                                                                                                   |
| 仮面ライダーキバ超全集                        | 2009年2月  |                                                                                                   |
| 仮面ライダーディケイド超全集 上巻             | 2009年7月  |                                                                                                   |
| 仮面ライダーディケイド超全集 下巻             | 2010年6月  |                                                                                                   |
| 仮面ライダーW超全集                           | 2011年7月  |                                                                                                   |
| 仮面ライダーフォーゼ超全集                    | 2013年5月  |                                                                                                   |
| 仮面ライダーウィザード超全集                  | 2013年12月 |                                                                                                   |
| 仮面ライダー鎧武/ガイム超全集                 | 2014年12月 |                                                                                                   |
| 仮面ライダードライブ超全集                    | 2015年11月 |                                                                                                   |
| 仮面ライダーゴースト超全集                    | 2016年12月 |                                                                                                   |
| 仮面ライダーエグゼイド超全集                  | 2017年12月 |                                                                                                   |
| 仮面ライダービルド超全集                      | 2018年12月 |                                                                                                   |
| 仮面ライダージオウ超全集                      | 2019年12月 |                                                                                                   |
| 仮面ライダーゼロワン超全集                    | 2020年10月 |                                                                                                   |
| 仮面ライダーセイバー超全集                    | 2021年11月 |                                                                                                   |
| 仮面ライダーリバイス超バトルDVD超全集         |            | 「DXカンガルーバイスタンプ&仮面ライダーリバイス 超バトルDVD超全集」としてプレミアムバンダイで発売 |
| 仮面ライダーリバイス超全集                    | 2023年4月  |                                                                                                   |
| 仮面ライダーギーツ超全集                      | 2024年5月  |                                                                                                   |

以下は「レガシーてれびくんさん」での事前予約通販のみ。
| タイトル                           | 初版発行 | 備考 |
| ---------------------------------- | -------- | ---- |
| 仮面ライダーセイバー超全集〈別巻〉 |          |      |
| 仮面ライダーリバイス超全集〈別巻〉 |          |      |

仮面ライダー超全集BOX
2018年より『てれびくん』が立ち上げたサイト「レガシーてれびくんさん」において、過去の超全集を数個のボックスに収めて復刊する企画が展開。クラウドファンディングを使った完全受注生産制で、一定額の出資（受注数）がないと刊行されない。Vol.1（下記参照）は目標出資額をクリアし、翌2019年2月末に刊行して出資者へ配送された。
仮面ライダー超全集BOX Vol.1収蔵本
- 仮面ライダークウガ超全集　上下最終巻
- 仮面ライダー剣超全集
- 仮面ライダーカブト超全集
- 仮面ライダーディケイド超全集　上下巻
- 仮面ライダーフォーゼ超全集
- 仮面ライダーオーズ/OOO超全集 - このBOX用に新規編集・刊行された。

### スーパー戦隊シリーズ
スーパー戦隊シリーズも参照。
『侍戦隊シンケンジャー』 - 『動物戦隊ジュウオウジャー』の超全集は、東映ビデオから発売されたオリジナルDVDシリーズの『超全集版』に同梱される形式されていたが、『海賊戦隊ゴーカイジャー』の超全集のみ、オリジナルDVDが制作されなかったため、テレビシリーズDVD最終巻（VOL.12）の初回生産限定となっていた。
『宇宙戦隊キュウレンジャー』は、スーパー戦隊Vシネマが「Vシネクスト」へ統合されたため、同作品の『超全集版』へ同梱されたが、『快盗戦隊ルパンレンジャーVS警察戦隊パトレンジャー』は映像ソフトへの同梱形式を取りやめ、「レガシーてれびくんさん」を通じての「超全集BOX」形式へ移行した。『騎士竜戦隊リュウソウジャー』と『魔進戦隊キラメイジャー』の2作品は、再び通常刊行へと戻った。
| タイトル                                    | 初版発行   | 備考 |
| ------------------------------------------- | ---------- | --- |
| 愛蔵版 スーパー戦隊超全集                   | 1990年12月 | 当時シリーズ1作目扱いであった『バトルフィーバーJ』から『地球戦隊ファイブマン』までの作品を紹介。                         |
| スーパー戦隊超全集 15戦隊スペシャル         | 1993年6月  | 『スーパー戦隊超全集』の増補改訂版                                                                                       |
| 戦隊ヒーロー超全集 戦隊シリーズ20周年       | 1995年12月 | 『スーパー戦隊超全集』の増補改訂版。                                                                                     |
| 戦隊ヒーロー超全集 Ver.4                    | 1999年1月  | 『戦隊ヒーロー超全集』の増補改訂版。                                                                                     |
| スーパー戦隊超全集                          | 2002年6月  | 『戦隊ヒーロー超全集』の増補改訂版。2000年以降、スーパー戦隊シリーズが正式呼称となったため、再び書籍タイトルが戻された。 |
| 30大スーパー戦隊超全集                      | 2007年3月  | 『スーパー戦隊超全集』の増補改訂版。                                                                                     |
| 鳥人戦隊ジェットマン スーパー戦隊超全集     | 1992年2月  | |
| 恐竜戦隊ジュウレンジャー スーパー戦隊超全集 | 1993年1月  | |
| 五星戦隊ダイレンジャー スーパー戦隊超全集   | 1994年3月  | |
| 忍者戦隊カクレンジャー超全集                | 1995年3月  | |
| 超力戦隊オーレンジャー超全集                | 1996年3月  | |
| 激走戦隊カーレンジャー超全集                | 1997年3月  | |
| 電磁戦隊メガレンジャー超全集                | 1998年2月  | |
| 星獣戦隊ギンガマン超全集                    | 1999年3月  | |
| 救急戦隊ゴーゴーファイブ超全集              | 2000年3月  | |
| 未来戦隊タイムレンジャー超全集              | 2001年2月  | |
| 百獣戦隊ガオレンジャー超全集                | 2002年3月  | |
| 忍風戦隊ハリケンジャー超全集                | 2003年3月  | |
| 爆竜戦隊アバレンジャー超全集                | 2004年4月  | |
| 特捜戦隊デカレンジャー超全集 上巻           | 2004年10月 | |
| 特捜戦隊デカレンジャー超全集 下巻           | 2005年3月  | |
| 魔法戦隊マジレンジャー超全集 上巻           | 2005年11月 | |
| 魔法戦隊マジレンジャー超全集 下巻           | 2006年3月  | |
| 轟轟戦隊ボウケンジャー超全集 上巻           | 2006年9月  | |
| 轟轟戦隊ボウケンジャー超全集 下巻           | 2007年3月  | |
| 獣拳戦隊ゲキレンジャー超全集                | 2008年3月  | |
| 炎神戦隊ゴーオンジャー超全集                | 2009年4月  | |
| 騎士竜戦隊リュウソウジャー超全集            | 2021年8月  | |
| 魔進戦隊キラメイジャー超全集                | 2021年9月  | |

以下はDVD（2014年以降はBD版も展開）『スーパー戦隊 ラストスペシャルエディション 特別版』などに同梱（いずれも東映ビデオから発売）。
| タイトル                         | 初版発行  | 備考                                                                                 |
| -------------------------------- | --------- | ------------------------------------------------------------------------------------ |
| 侍戦隊シンケンジャー超全集       | 2010年6月 | 『帰ってきた侍戦隊シンケンジャー 特別幕 超全集版』に同梱。                           |
| 天装戦隊ゴセイジャー超全集       | 2011年6月 | 『帰ってきた天装戦隊ゴセイジャー last epic 超全集版』に同梱。                        |
| 海賊戦隊ゴーカイジャー超全集     | 2012年6月 | テレビシリーズのDVDおよびBD最終巻に同梱。                                            |
| 特命戦隊ゴーバスターズ超全集     | 2013年6月 | 『帰ってきた特命戦隊ゴーバスターズVS動物戦隊ゴーバスターズ 超全集版』に同梱。        |
| 獣電戦隊キョウリュウジャー超全集 | 2014年6月 | 『帰ってきた獣電戦隊キョウリュウジャー 100 YEARS AFTER スペシャル版』に同梱。        |
| 烈車戦隊トッキュウジャー超全集   | 2015年6月 | 『行って帰ってきた烈車戦隊トッキュウジャー 夢の超トッキュウ7号』に同梱。             |
| 手裏剣戦隊ニンニンジャー超全集   | 2016年6月 | 『帰ってきた手裏剣戦隊ニンニンジャー ニンニンガールズVSボーイズ FINAL WARS』に同梱。 |
| 動物戦隊ジュウオウジャー超全集   | 2017年6月 | 『帰ってきた動物戦隊ジュウオウジャー お命頂戴!地球王者決定戦』に同梱。               |
| 宇宙戦隊キュウレンジャー超全集   | 2018年8月 | 『宇宙戦隊キュウレンジャーVSスペース・スクワッド』に同梱。                           |

以下は「レガシーてれびくんさん」での事前予約通販のみ。
| タイトル                                               | 初版発行  | 備考                        |
| ------------------------------------------------------ | --------- | --------------------------- |
| 快盗戦隊ルパンレンジャーVS警察戦隊パトレンジャー超全集 | 2019年6月 | 「超全集BOX」形式での発売。 |

### メタルヒーロー
メタルヒーローシリーズも参照。
| タイトル                      | 初版発行  | 備考 |
| ----------------------------- | --------- | ---- |
| 特警ウインスペクター超全集    | 1991年1月 |      |
| 特救指令ソルブレイン超全集    | 1992年1月 |      |
| 特捜エクシードラフト超全集    | 1993年1月 |      |
| 特捜ロボ ジャンパーソン超全集 | 1994年3月 |      |
| 重甲ビーファイター超全集      | 1996年2月 |      |
| ビーファイターカブト超全集    | 1997年3月 |      |
| ビーロボカブタック超全集      | 1998年3月 |      |

### グリッドマン
| タイトル                      | 初版発行   | 備考 |
| ----------------------------- | ---------- | --- |
| 電光超人グリッドマン超全集    | 1994年1月  | |
| SSSS.GRIDMAN超全集            | 2019年4月  | 『電光超人グリッドマン超全集』を増補改訂した版とのシュリンク2in1パッケージで刊行された。『SSSS.DYNAZENON超全集』の紹介ページにて即完売したと記述されている。 |
| SSSS.DYNAZENON超全集          | 2022年4月  | 「ダイナゼノンキャラクターコンセプトデザイン集」が付随。 |
| グリッドマン ユニバース超全集 | 2023年12月 | 「グリッドマンユニバースキャラクターコンセプトデザイン集」および「グリッドマンキャラクターコンセプトデザイン集」が付随。                                     |

### その他
| タイトル                              | 初版発行   | 備考 |
| ------------------------------------- | ---------- | --- |
| ロボコップ3超全集                     | 1994年2月  | ロボコップシリーズとしては唯一の出版。 |
| ヤマトタケル超全集                    | 1994年8月  | 本作のみ「コロコロコミック別冊」 |
| 人造人間ハカイダー超全集              | 1995年8月  | |
| 超星神グランセイザー超全集            | 2004年11月 | 超星神シリーズとしては唯一の出版。 |
| 新幹線変形ロボ シンカリオン超全集BOX  | 2019年     | 「レガシーてれびくんさん」の企画として限定発刊。玩具「シンカリオン500 TYPE EVA」と、おまけを多数同梱したBOX形式となっている。                                                                 |
| アベンジャーズ マーベルヒーロー超全集 | 2019年12月 | 超全集シリーズ30周年特別企画として発刊。『アイアンマン』から『アベンジャーズ/エンドゲーム』まで、マーベル・スタジオが制作した映画21作品に登場したヒーロー・ヴィランなどのキャラクターを総覧。 |
| 映画ドラえもん超全集                  | 2020年11月 | |
| 映画ドラえもん超全集 増補改訂版       | 2025年4月  | 『映画ドラえもん超全集』の増補改訂版。 |
| 機動戦士ガンダムSEEDシリーズ超全集    | 2024年12月 | ガンダムシリーズとしては唯一の出版。 |

## 完全ずかん
『スーパー戦隊シリーズ』のうち、『炎神戦隊ゴーオンジャー』から『手裏剣戦隊ニンニンジャー』までの作品では本シリーズの姉妹版として、「完全ずかん」が発売されていた。
「完全ずかん」は作品が継続中の毎年11月に発売されていたため、登場怪人の一部をはじめ、未紹介となっていた事柄がある。
| タイトル                             | 初版発行   | 備考 |
| ------------------------------------ | ---------- | ---- |
| 炎神戦隊ゴーオンジャー完全ずかん     | 2008年12月 |      |
| 侍戦隊シンケンジャー完全ずかん       | 2009年11月 |      |
| 天装戦隊ゴセイジャー完全ずかん       | 2010年11月 |      |
| 海賊戦隊ゴーカイジャー完全ずかん     | 2011年11月 |      |
| 特命戦隊ゴーバスターズ完全ずかん     | 2012年11月 |      |
| 獣電戦隊キョウリュウジャー完全ずかん | 2013年11月 |      |
| 烈車戦隊トッキュウジャー完全ずかん   | 2014年11月 |      |
| 手裏剣戦隊ニンニンジャー完全ずかん   | 2015年11月 |      |